# Wallenia corymbosa
Wallenia corymbosa är en viveväxtart som beskrevs av Ignatz Urban. Wallenia corymbosa ingår i släktet Wallenia och familjen viveväxter. Inga underarter finns listade i Catalogue of Life.